# Liste des musées du Buckinghamshire
Cette liste des musées du Buckinghamshire, Angleterre contient des musées qui sont définis dans ce contexte comme des institutions (y compris des organismes sans but lucratif, des entités gouvernementales et des entreprises privées) qui recueillent et soignent des objets d'intérêt culturel, artistique, scientifique ou historique. leurs collections ou expositions connexes disponibles pour la consultation publique. Sont également inclus les galeries d'art à but non lucratif et les galeries d'art universitaires. Les musées virtuels ne sont pas inclus.

## Musées
| Nom                                | Image | Ville/City        | Type                     | Résume |
| ---------------------------------- | ----- | ----------------- | ------------------------ | --- |
| Amersham Museum                    |       | Amersham          | Local                    | Histoire local, la culture, les jouets, les fossiles, l'archéologie, jardin |
| Ascott House                       |       | Ascott            | Maison historique        | Exploité par le National Trust, ferme jacobin à colombages, transformé par la famille Rothschild vers la fin du XIXe siècle, dispose de collection de peintures, de meubles, de superbe porcelaine orientale et d'un jardins.                                        |
| Bletchley Park                     |       | Bletchley         | Militaire                | Site principal du décryptage britannique durant la Seconde Guerre mondiale, comprend également le National Museum of Computing. |
| Boarstall Tower                    |       | Boarstall         | Maison historique        | Exploité par le National Trust, Guérite et des jardins datant du XIVe siècle. |
| Buckingham Old Gaol                |       | Buckingham        | Local                    | Histoire local, Royal Buckinghamshire Yeomanry |
| Buckinghamshire County Museum      |       | Aylesbury         | Multiple                 | Histoire local, art, géologie, costume, agriculture est l'industrie. Le musée comprend la Roald Dahl Children's Gallery qui utilise des personnages et des thèmes de Roald Dahl's pour stimuler l'intérêt des enfants pour la science, l'histoire et la littérature. |
| Buckinghamshire Railway Centre     |       | Quainton          | Railway                  | Comprend les locomotives à vapeur et diesel. |
| Chenies Manor House                |       | Chenies           | Maison historique        | Manoir Tudor est jardins |
| Chesham Museum                     |       | Chesham           | Local                    | Histoire local, culture est de l’industrie |
| Chiltern Open Air Museum           |       | Chalfont St Giles | Open-air                 | Comprend plus de 30 bâtiments |
| Claydon House                      |       | Middle Claydon    | Maison historique        | Exploité par le National Trust, Manoir du XVIIIe siècle de style rococo est un parc |
| Cliveden                           |       | Taplow            | Maison historique        | Exploité par le National Trust, une partie est ouverte au visiteurs, des jardins avec sculpture |
| Cowper & Newton Museum             |       | Olney             | Multiple                 | Maison du XVIIIe siècle du poète William Cowper, expositions d'histoire locale, lace, et prédicateur John Newton |
| Dorney Court                       |       | Dorney            | Maison historique        | Manoir Tudor est jardins |
| Haddenham Museum                   |       | Haddenham         | Local                    | Histoire locale, la culture, l'agriculture et de l'industrie |
| Hughenden Manor                    |       | High Wycombe      | Maison historique        | Exploité par le National Trust, maison du premier ministre Benjamin Disraeli |
| King's Head Inn, Aylesbury         |       | Aylesbury         | Maison historique        | Exploité par le National Trust, auberge médiévale |
| Long Crendon Courthouse            |       | Aylesbury         | Maison historique        | Exploité par le National Trust, Maison du XVe siècle |
| Milton's Cottage                   |       | Chalfont St Giles | Maison historique        | Maison du poète John Milton |
| Milton Keynes Museum               |       | Milton Keynes     | Local                    | histoire local, culture, agriculture, mémoire du Wolverton railway works, Post Office est véhicules des British Telecom vehicles |
| MK Gallery                         |       | Milton Keynes     | Art                      | website, art contemporain |
| National Museum of Computing       |       | Bletchley         | Technologie              | Localise à Bletchley Park, histoire des ordinateurs |
| Nether Winchendon House            |       | Nether Winchendon | Maison historique        | Manoir médiéval |
| Pitstone Green Museum              |       | Pitstone          | Historique               | website, les expositions comprennent l'agriculture, la vie du pays, les métiers, les chemins de fer, les moteurs, les équipements sans fil vintage, la photographie les appareils électriques est l'aviation militaire de la Seconde Guerre mondiale                 |
| Pitstone Windmill                  |       | Pitstone          | Mill                     | Exploité par le National Trust, Moulin |
| Quainton Windmill                  |       | Quainton          | Mill                     | Moulin du XIXe siècle |
| Roald Dahl Museum and Story Centre |       | Great Missenden   | Biographique             | Maison de l'auteur Roald Dahl |
| Stowe House                        |       | Stowe             | Maison historique        | Exploité par le National Trust, Palais du XVIIIe siècle |
| Trenchard Museum                   |       | Halton            | Musée histoire militaire | Exploité par RAF Halton |
| Waddesdon Manor                    |       | Waddesdon         | Maison historique        | Exploité par le National Trust, Manoir datant du XIXe siècle appartenant à la famille Rothschild |
| West Wycombe Park                  |       | West Wycombe      | Maison historique        | Exploité par le National Trust, manoir et jardins décorés |
| Wycombe Museum                     |       | High Wycombe      | Local                    | Histoire local |

## Musée fermé
- Living Chair Museum, High Wycombe